# USS LST-1085
O USS LST-1085 foi um navio de guerra norte-americano da classe LST que operou durante a Segunda Guerra Mundial.